# Chabuata albimargo
Chabuata albimargo är en fjärilsart som beskrevs av Achille Guenée 1852. Chabuata albimargo ingår i släktet Chabuata och familjen nattflyn. Inga underarter finns listade i Catalogue of Life.